# Chałupska (województwo opolskie)
Chałupska – zniesiona nazwa osady w Polsce,  w województwie opolskim, w powiecie kluczborskim, w gminie Kluczbork.
Nazwa miejscowości została zniesiona z 2022 r.
W latach 1975–1998 osada należała administracyjnie do województwa opolskiego.